# Frondilina
Frondilina es un género de foraminífero bentónico de la familia Geinitzinidae, de la superfamilia Geinitzinoidea, del suborden Fusulinina y del orden Fusulinida. Su especie tipo es Frondilina devexis. Su rango cronoestratigráfico abarca el Frasniense (Devónico superior).

## Clasificación
Frondilina incluye a las siguientes especies:
- Frondilina devexis †
- Frondilina sororis †
- Frondilina tailferensis †